# 香山蕃

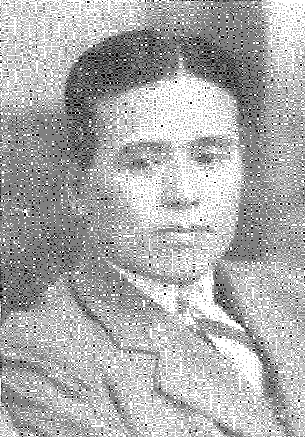
香山蕃

香山 蕃（かやま しげる、1894年2月9日 - 1969年5月3日）は、日本ラグビーフットボール協会（以下、日本ラグビー協会）第3代会長、ラグビー日本代表初代監督。

## 来歴
京都府出身。京都府立一中卒業後4浪の末、第三高等学校（旧制高校、略称：三高）に入学。その3年後の1920年、東京帝国大学政治学科に入学した。当初は陸上部に所属していたが、1921年11月、31人の同志とともに、学士ラガー倶楽部（現在の東京大学運動会ラグビー部）を創設。同月、YCACと部として初の試合を行い、さらに翌1922年1月、三高グランドに遠征し、京都帝国大学ラグビー部（現在の京都大学ラグビー部、以下 京都帝大）と初の対抗戦を行なった。
1924年〜1925年までイギリスに留学。帰国後の1925年11月、日本ラグビー蹴球協会（現在の日本ラグビーフットボール協会）の理事に就任する傍ら、京都帝大を指導。1927年度シーズン、京都帝大は東西学生ラグビーフットボール対抗王座決定戦で早稲田大学を破って初の『全国制覇』を果たした。また1927年、大日本人造肥料（現在の日産化学）に入社。
1930年、カナダに遠征するため、ラグビー日本代表が初めて結成されたが、その初代監督に就任。1932年1月31日、花園ラグビー場で行われたカナダ戦で、キャップ対象試合における初勝利をもたらした。その後1934年まで代表監督を務めた。
第二次世界大戦後となる1947年、伊集院浩、難波経一、岡田秀平ら、鹿島建設と共に東京ラグビー場（後の秩父宮ラグビー場）の建設に尽力。1950年の第2回参議院議員通常選挙において全国区から無所属で立候補したが落選した。1955年、日本ラグビー協会第3代会長に就任した。1965年、勲四等瑞宝章を叙勲。1969年5月3日、東京都大田区の自宅で死去した。75歳没。